# Delphinium thamarae
Delphinium thamarae är en ranunkelväxtart som beskrevs av Kemul.-nath.. Delphinium thamarae ingår i släktet storriddarsporrar, och familjen ranunkelväxter. Inga underarter finns listade i Catalogue of Life.